# Lake Wilson
Lake Wilson és una població dels Estats Units a l'estat de Minnesota. Segons el cens del 2000 tenia 270 habitants.

## Demografia
Segons el cens del 2000, Lake Wilson tenia 270 habitants, 128 habitatges, i 83 famílies. La densitat de població era de 248,2 habitants per km².
Dels 128 habitatges en un 26,6% hi vivien nens de menys de 18 anys, en un 53,1% hi vivien parelles casades, en un 7,8% dones solteres, i en un 34,4% no eren unitats familiars. En el 32,8% dels habitatges hi vivien persones soles el 19,5% de les quals corresponia a persones de 65 anys o més que vivien soles. El nombre mitjà de persones vivint en cada habitatge era de 2,11 i el nombre mitjà de persones que vivien en cada família era de 2,6.
Per edats la població es repartia de la següent manera: un 20,7% tenia menys de 18 anys, un 6,3% entre 18 i 24, un 24,8% entre 25 i 44, un 23,3% de 45 a 60 i un 24,8% 65 anys o més.
L'edat mediana era de 44 anys. Per cada 100 dones de 18 o més anys hi havia 94,5 homes.
La renda mediana per habitatge era de 28.375 $ i la renda mediana per família de 30.000 $. Els homes tenien una renda mediana de 32.813 $ mentre que les dones 18.594 $. La renda per capita de la població era de 16.573 $. Entorn del 13,3% de les famílies i el 16,3% de la població estaven per davall del llindar de pobresa.

## Poblacions més properes
El següent diagrama mostra les poblacions més properes.